# Henri Salaman
Victor Ferdinand Henri Salaman (* 23. November 1867 in Carcassonne; † 13. Dezember 1910 in Niamey) war ein französischer Offizier. Er gilt als der Gründer von Niamey, der Hauptstadt Nigers.

## Leben
Henri Salamans Eltern waren der Hausbesitzer Charles Salaman und dessen Ehefrau Louise Marie Salaman, geborene Lamarque. Er trat 1889 in das französische Heer ein, in dessen Artillerie er diente. Von 1893 bis 1894 war er an der Eroberung des Königreichs Dahomey beteiligt. Er kam ab 1896 fast durchgehend in Afrika zum Einsatz, ab 1899 im Gebiet der späteren französischen Kolonie Niger. Salaman hatte ab 1900 den Dienstgrad eines Hauptmanns inne. Er erhielt 1901 das Ritterkreuz der Ehrenlegion.
Henri Salaman wirkte von 1902 bis 1903 sowie von 1906 bis 1907 als Kommandant des Zarma-Kreises (Cercle du Djerma) im Dritten Militärterritorium bzw. Militärterritorium Niger. In seine erste Amtszeit fiel die große Hungersnot Ize-Neere, die von 1900 bis 1903 dauerte, und über deren Elend, Ernteausfälle und Auswanderungswellen er an seine Vorgesetzte berichtete. Salaman gilt als eigentlicher Gründer der Stadt Niamey. Er wählte deren Standort aus, der ab 15. Mai 1902 anstelle von Sorbon Haoussa als neuer Hauptort des Zarma-Kreises fungierte. Er ließ hier einen Militärstützpunkt errichten, der als Umschlagplatz für die Besetzung des Dritten Militärterritoriums dienen sollte. Um einheimische Zuwanderer anzuziehen, gewährte er diesen in der neuen Siedlung Steuerfreiheit und die Befreiung von Zwangsarbeit. Auch die Verwendung des Ortsnamens Niamey geht auf Salaman zurück.
In der Sprache Zarma war ein wertschätzender Spruch verbreitet: Niamé garin captan Salman. Kouara ga kanou, kouara koyo si denii. („Niamey, die Stadt des Hauptmanns Salaman, ist eine Stadt, in der man gut leben kann, denn der Herrscher wird nicht zornig gegenüber seine Untergebenen.“) Bereits 1903 ersetzte Niamey die alte Stadt Zinder als Hauptort des Dritten Militärterritoriums. Bei der Auswahl einheimischer Ortsvorsteher (chefs traditionnels) des Kantons Niamey bewies Salaman weniger Geschick: Er ersetzte Baba Sekou, der als unkooperativ galt, durch Baginou, einen ehemaligen Führer der berüchtigten Mission Voulet-Chanoine, dessen Amtsführung auf Widerstand seitens der Bevölkerung stieß und der bald ebenfalls abgesetzt wurde. Im Ruhestand bei den Streitkräften wurde Salaman 1908 Direktor des nigrischen Handels- und Landwirtschaftsunternehmens Société commerciale et agricole du Moyen Niger.
Er starb 1910 in Niamey, wo er auch bestattet wurde. In Niamey wurde eine Hauptstraße, die Avenue Salaman, der spätere Boulevard de la Liberté, nach ihm benannt. Im Besessenheitskult Hauka, der sich in den 1920er Jahren von Chikal ausgehend in Westafrika verbreitete, wurde er als das Geistwesen „Kafaran Salma“ aufgenommen.